# Daihatsu Tanto
La Daihatsu Tanto è una keicar con carrozzeria monovolume prodotta dalla casa automobilistica giapponese Daihatsu dal 2003.
Dal 2016 viene venduta anche a marchio Subaru ribattezzata Subaru Chiffon.

## Prima generazione (2003-2007)
Anticipata dall'omonimo prototipo semi definitivo esposto al salone di Tokyo nell'ottobre del 2003, la prima generazione della Tanto (codice progettuale L350) è stata introdotta sul mercato giapponese il 27 novembre 2003 ed è stata sviluppata a partire dalla piattaforma della Daihatsu Move; si tratta di una mini monovolume omologata come keicar con lunghezza pari a 3,395 metri, larghezza di 1,475 metri e altezza di 1,725 metri. Il passo misura 2,440 metri. L’abitacolo è omologato cinque posti. 

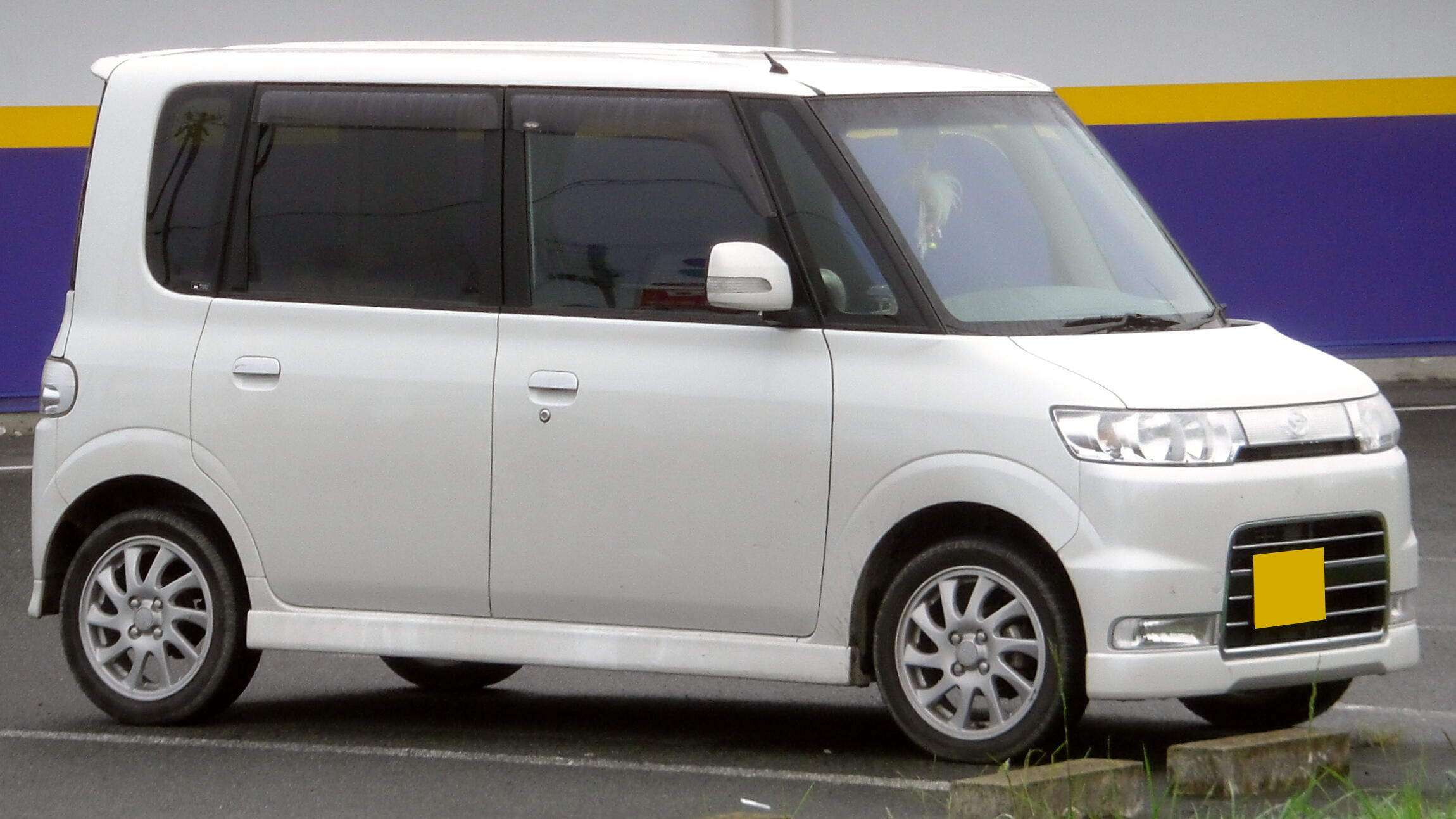
Daihatsu Tanto Custom prima serie

Esteticamente la vettura viene caratterizzata dal grande parabrezza che si estende raccordandosi alla vetratura della fiancata permettendo di arretrare il montante A che viene nascosto dai vetri.
La gamma motori è composta dai propulsori benzina 660 EF-VE tre cilindri aspirato con distribuzione a 12 valvole che eroga 58 CV e la versione turbo EF-VET con doppio albero a camme che eroga 64 CV entrambe abbinate sia alla trazione anteriore che all’integrale. L’anteriore ha il cambio automatico a 4 rapporti mentre l’integrale ha un automatico a 3 rapporti.
Nel giugno 2005 debutta la Tanto Custom, una versione con estetica specifica e più lussuosa caratterizzata da paraurti anteriori specifici e calandra cromata oltre a dotazione arricchita. La Custom era disponibile negli allestimenti L e X con motore aspirato mentre l’allestimento RS era disponibile solo col motore turbo. Nel novembre 2006 vennero introdotte le Custom VS, versioni top di gamma disponibili sia con motore aspirato che turbo caratterizzate da minigonne laterali, interni in pelle, sistema keyless e calandra anteriore specifica.

## Seconda generazione (2007-2013)

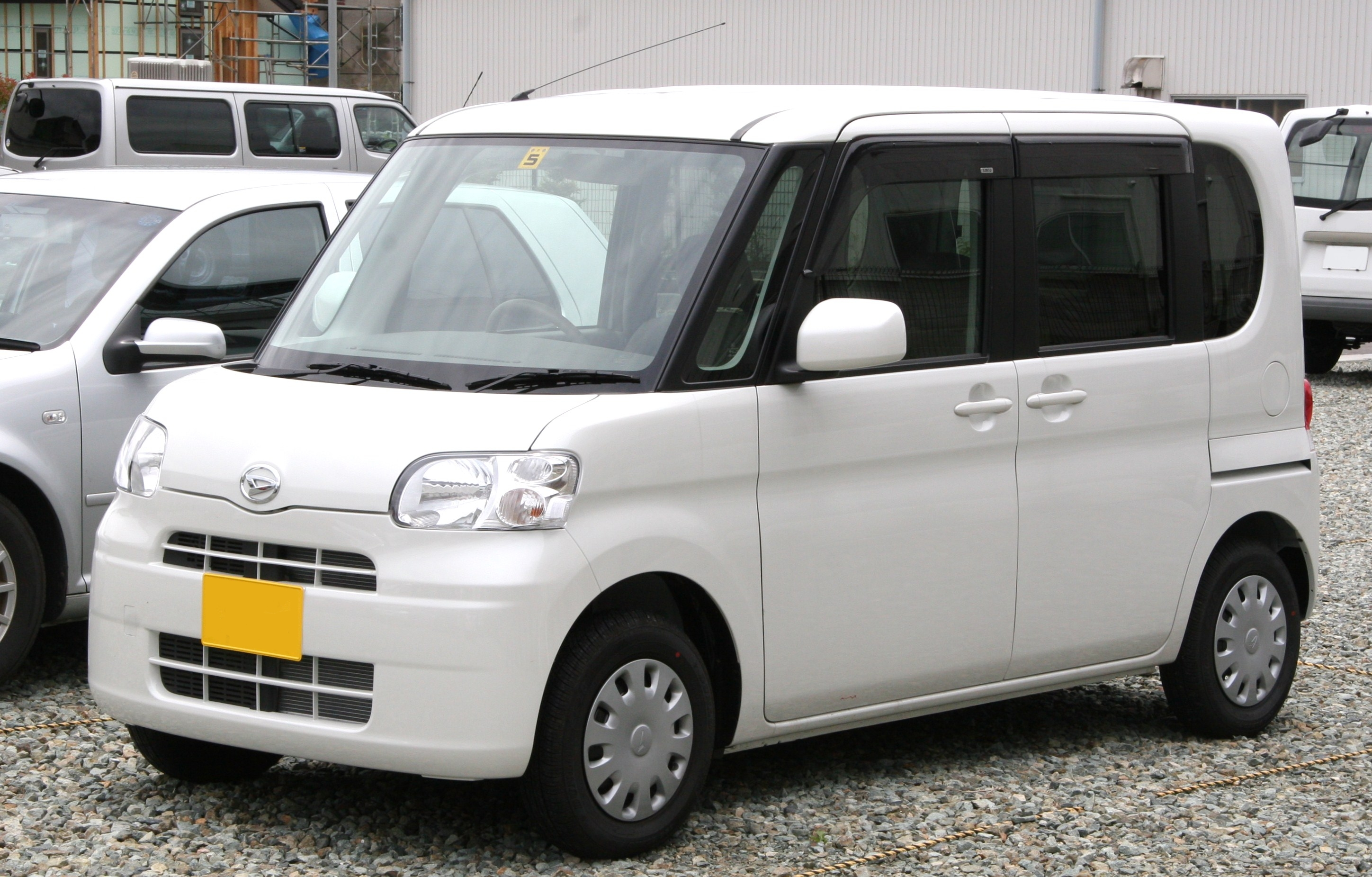
Tanto seconda generazione

Il 17 novembre 2007 venne presentata la seconda generazione nota con il codice progettuale L375. Completamente rinnovata la vettura si basa sulla stessa piattaforma della prima serie ma la scocca è stata irrigidita e il montante centrale sul lato sinistro è stato eliminato per installata una porta scorrevole per facilitare l’ingresso. Sul lato destro rimane la portiera ad apertura classica.
La lunghezza rimase di 3,395 metri (a causa dei parametri di omologazione per le keicar), la larghezza è di 1,475 metri mentre l’altezza è di 1,750 metri. Il passo venne aumentato fino 2,490 metri.
Sin dal lancio era disponibile il modello standard Tanto e la versione di lusso Tanto Custom con frontale specifico caratterizzato da paraurti più sportivi, calandra cromata e cerchi in lega. 
La gamma motori rimase invariata con il 660 tre cilindri aspirato EF-VE da 58 CV e turbo EF-VET da 64 CV disponibile con trazione anteriore (cambio automatico a quattro rapporti) o integrale (nuovo cambio CVT). 

## Terza generazione (2013-2019)

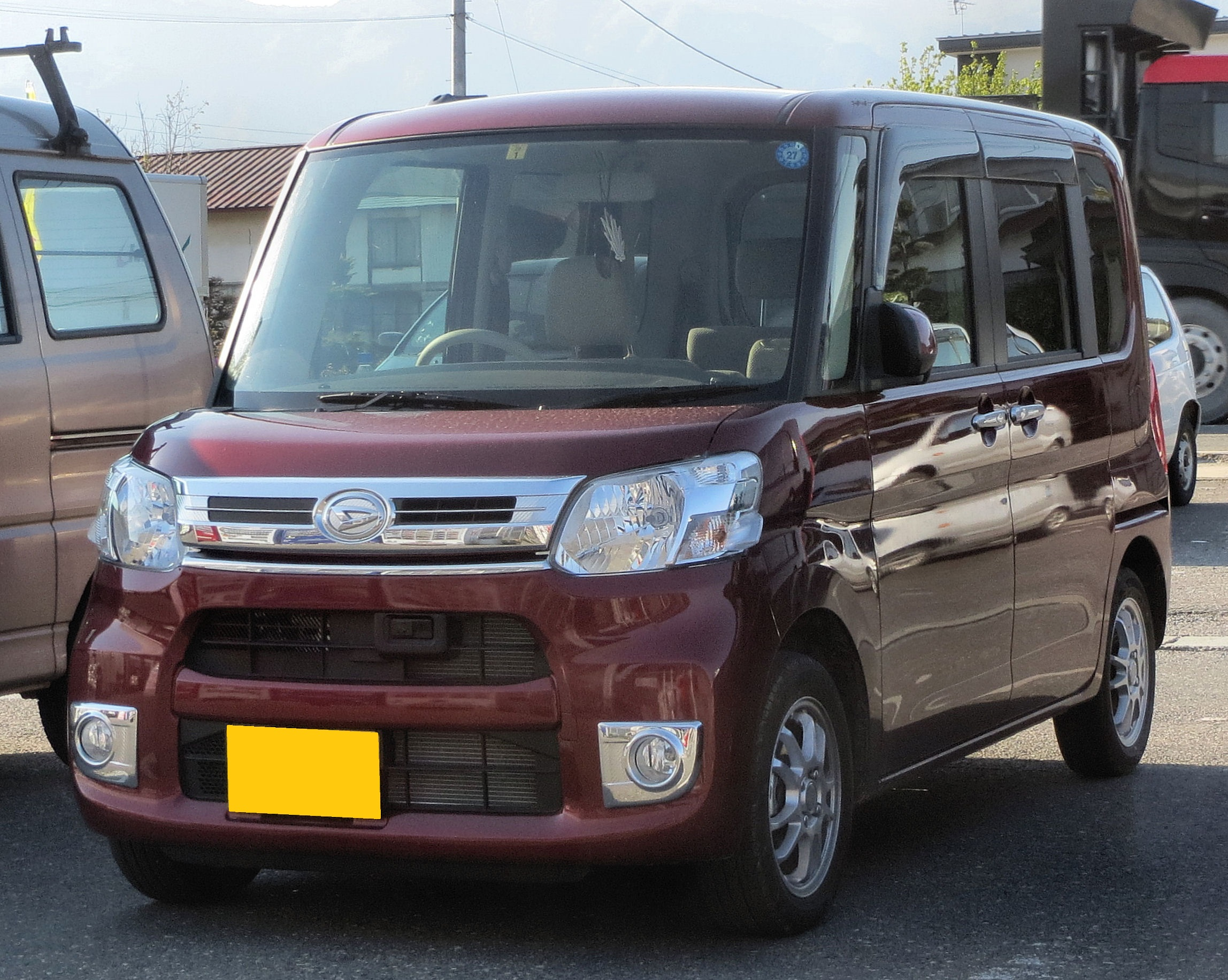
La terza generazione

La terza serie (codice LA600) viene presentata in Giappone nell’ottobre del 2013. Mantiene la porta laterale scorrevole sul lato sinistro e la portiera classica sul lato destra. Anche esteticamente la vettura mantiene le forme morbide che hanno caratterizzato le generazioni precedenti con la Tanto “base” priva di calandra e la Tanto Custom con calandra cromata e paraurti più sportivi.
La scocca è stata irrigidita e presenta una maggior quantità di acciai alto resistenziali, inoltre è stata alleggerita di 10 kg rispetto alla generazione precedente. Le sospensioni adottano lo schema MacPherson anteriore con l’introduzione della barra stabilizzatrice mentre al retrotreno viene adottato l’assale torcente. Tra i dispositivi di sicurezza viene introdotto il pacchetto Smart Assist con controllo elettronico di stabilità e trazione, attivazione automatica degli stop in caso di frenata brusca (a bassa velocità) e in caso di impatto interruzione dell’alimentazione del motore. Esteticamente vengono introdotti i fanali anteriori e posteriori a LED mentre all’interno viene proposto optional il sistema di infotainment touchscreen da 8 pollici con navigatore, MP3 e connettività bluetooth. 
La carrozzeria è lunga 3,395 metri, alta 1,750 metri, larga 1,475 metri e il passo misura 2,455 metri.
La trazione è anteriore o integrale e il cambio per tutti i modelli è il CVT.
La gamma motori è composta dal 660 tre cilindri KF-VE aspirato con fasatura variabile VVT erogante 52 cavalli affiancato dal 660 turbo a fasatura variabile KF-DET erogante 64 cavalli.
Dal dicembre 2016 la vettura viene venduta anche a marchio Subaru tramite un accordo di badge engineering tra i due costruttori. Il modello ribattezzato Subaru Chiffon differisce dalla Tanto solo per i loghi. 

## Quarta generazione (dal 2019)

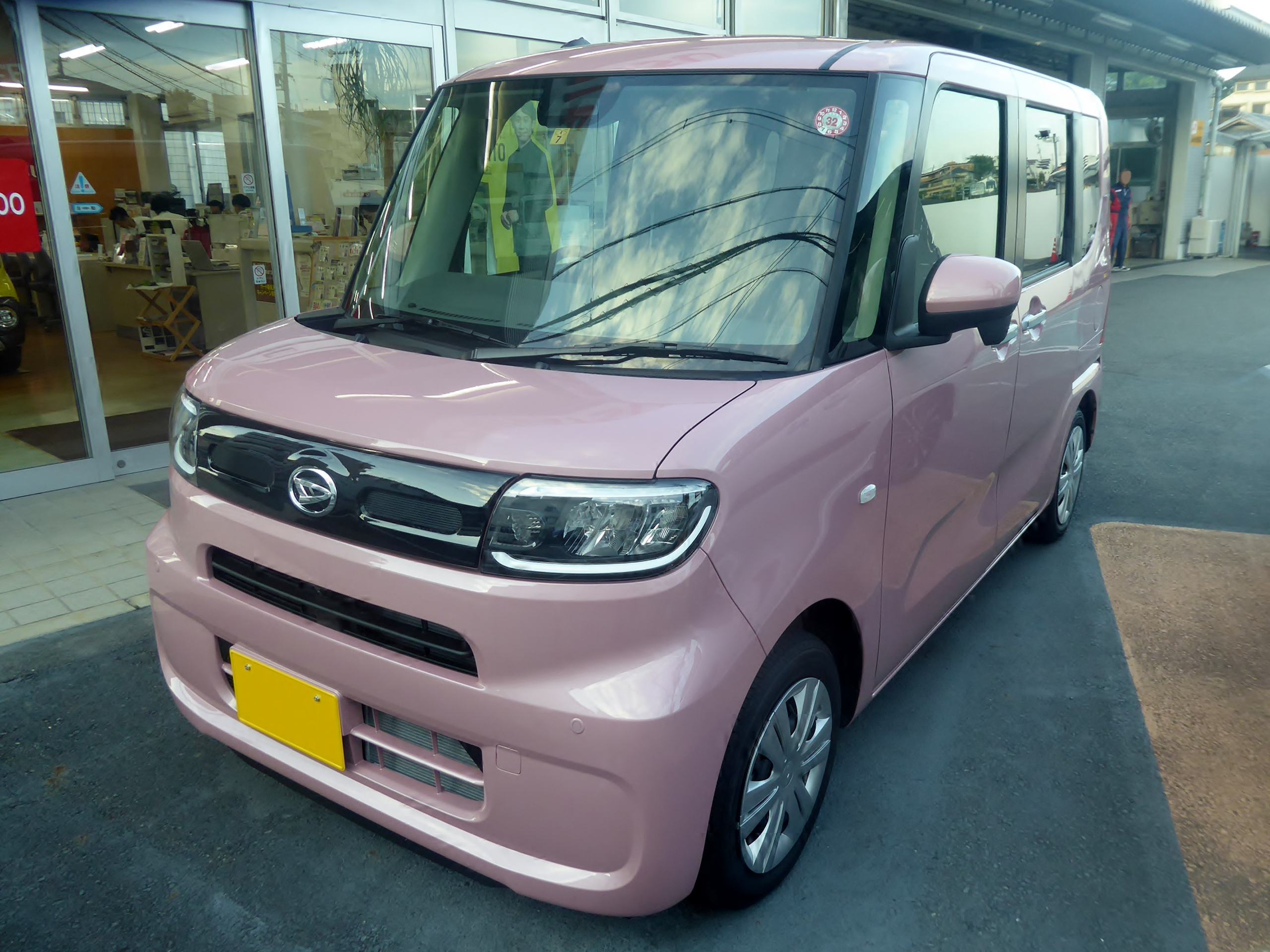
La Tanto di quarta generazione

Presentata nel luglio 2019 la quarta generazione (codice LA650) adotta il nuovo telaio di base modulare Daihatsu New Global Architecture (DNGA), una piattaforma più leggera e rigida con sospensioni ridisegnate e nuovi dispositivi di sicurezza. La rigidità flessionale viene incrementata del 30%, l’uso di acciai alto resistenziali per la scocca ha permesso di ridurre di 40 kg il peso della vettura. Tutti i modelli sono equipaggiati con il nuovo cambio D-CVT. 
Tra i dispositivi di sicurezza figurano il riconoscimento dei cartelli stradali, mantenimento corsia attivo, frenata automatica d’emergenza, rilevatore di ostacoli, fari adattativi, parcheggio automatico. 
La gamma si compone sempre dei due modelli Tanto “base” e Tanto Custom con quest’ultima esteticamente caratterizzata da una grande calandra a “clessidra”, carrozzeria bicolore e minigonne laterali. 
La gamma motori è composta dal  660 tre cilindri KF-VE aspirato da 52 cavalli e dalla versione turbo KF-DET da 64 cavalli con trazione anteriore o integrale.
Le dimensioni della carrozzeria sono: lunghezza pari a 3,395 metri, altezza di 1,755 metri, larghezza di 1,475 metri e passo di 2,460 metri. 
Anche questa generazione viene venduta come Subaru Chiffon.